# Julius Schädler
Julius Schädler (* 8. September 1941 in Triesenberg; † 17. Mai 2001) war ein liechtensteinischer Rennrodler.

## Karriere
Schädler trat bei den Olympischen Winterspielen 1968 im Einsitzer an, dort stürzte er im ersten Durchgang und konnte das Rennen somit nicht beenden.